# Romualds Ražuks
Romualds Ražuks (lit. Romualdas Ražukas; ur. 19 listopada 1955 w Wilnie) – łotewski lekarz i działacz polityczny litewskiego pochodzenia, przewodniczący Łotewskiego Frontu Ludowego (1990–1992), poseł na Sejm i radny Rygi, w 2010 burmistrz Jurmały.

## Życiorys
Ukończył szkołę średnią im. Salomei Nėris w Wilnie, następnie studiował na Wydziale Medycyny Wileńskiego Uniwersytetu Państwowego. Po jego ukończeniu kształcił się w Instytucie Naukowo-Badawczym Neochirurgii Akademii Nauk ZSRR w Moskwie. W 1985 uzyskał stopień kandydata nauk medycznych i powrócił na Litwę. W 1986 podjął pracę w Ryskim Instytucie Medycznym.
W 1987 zaangażował się w reaktywację Związku Kulturalnego Litwinów na Łotwie, którego został prezesem. Wziął również udział w tworzeniu Związku Narodowych Towarzystw Kulturalnych Łotwy (LNKBA), obejmując funkcję jego sekretarza generalnego. Podczas II Kongresu Łotewskiego Frontu Ludowego został wybrany w skład jego rady, a następnie zarządu. W 1990 stanął na czele zarządu LTF jako jego przewodniczący – funkcję tę pełnił do 1992.
W latach 1990–1992 sprawował funkcję przewodniczącego Łotewskiego Frontu Ludowego. Po odzyskaniu przez Łotwę niepodległości powrócił do pracy neurochirurga w ryskich szpitalach. W 1993 Rada Naukowa Łotewskiej Akademii Medycznej dokonała nostryfikacji jego tytułu naukowego uzyskanego w Moskwie, przyznając mu stopień doktora nauk medycznych.
W 1997 powrócił do polityki, przyłączając się do Łotewskiej Drogi (LC). Z jej ramienia uzyskał mandat radnego Rygi, zostając przewodniczącym Klubu Radnych LC. W 1998 został wybrany posłem na Sejm z listy LC, gdzie był m.in. przewodniczącym łotewskiej delegacji do Zgromadzenia Bałtyckiego oraz trzykrotnie przewodniczącym Zgromadzenia. W 2001 został wybrany na urząd wicemarszałka Sejmu – funkcję sprawował do końca kadencji w listopadzie 2002. Od 2003 pracował jako radca w Departamencie Stosunków Międzynarodowych Ministerstwa Obrony, gdzie zajmował się Białorusią, Ukrainą i Kaukazem Południowym.
Mieszka w Jurmale. W wyborach 2009 uzyskał mandat radnego Rady Miejskiej z ramienia Związku Obywatelskiego. Został wybrany wiceprzewodniczącym rady miejskiej (wiceburmistrzem). W maju następnego roku w związku z aresztowaniem poprzedniego burmistrza Munkevicsa rada wybrała go gospodarzem miasta. Z funkcji tej został odwołany 9 września 2010 przewagą jednego głosu.
W wyborach w 2010 uzyskał mandat poselski z ramienia „Jedności”. W lipcu 2011 wystąpił z tworzącego „Jedność” Związku Obywatelskiego i przyłączył się do Partii Reform Zatlersa, z ramienia której uzyskał w wyborach w 2011 reelekcję do Sejmu. Na krótki okres objął stanowisko przewodniczącego Komisji Spraw Zagranicznych. W wyborach w 2014 uzyskał reelekcję z listy Jedności. Mandat poselski sprawował do jesieni 2018.
Latem 2022 zdecydował się powrócić do polityki, przyłączając się do Łotewskiego Zjednoczenia Regionów. 

## Odznaczenia (lista niepełna)
- Order Trzech Gwiazd IV klasy
- Order Wielkiego Księcia Giedymina V klasy – Litwa
- Medal Rady Bałtyckiej – 2002[10]